# Giro della Provincia di Lucca
Giro della Provincia di Lucca var ett italienskt lopp landsvägscykling som arrangerades från 1999 till 2006 i den toscanska provinsen Lucca. Det arrangerades som ersättning för Giro di Puglia som lades ner efter säsongen 1998 och var från starten till och med 2004 ett fyradagars etapplopp. När UCI Europe Tour instiftades 2005 gjordes loppet om till ett endagslopp och inkluderades kategoriserat som 1.1 i denna.

## Podieplaceringar
| År   | Vinnare              | Tvåa               | Trea                 |
| 1999 | Paolo Bettini        | Davide Rebellin    | Raimondas Rumšas     |
| 2000 | Alessandro Petacchi  | Cristian Gasperoni | Alessandro Bertolini |
| 2001 | Mario Aerts          | Piotr Wadecki      | Ludovic Turpin       |
| 2002 | Fabiano Fontanelli   | Markus Zberg       | Richard Virenque     |
| 2003 | Óscar Freire         | Pietro Caucchioli  | José Iván Gutiérrez  |
| 2004 | Alessandro Bertolini | Thomas Ziegler     | Matteo Tosatto       |
| 2005 | Mario Cipollini      | Paride Grillo      | Alessandro Petacchi  |
| 2006 | Alessandro Petacchi  | Claudio Corioni    | Erik Zabel           |